# The Smashing Pumpkins
The Smashing Pumpkins är en amerikansk alternativ rockgrupp bildad i Chicago 1988. Bandets originalsättning, bestående av sångaren och gitarristen Billy Corgan, gitarristen James Iha, basisten D'arcy Wretzky samt trummisen Jimmy Chamberlin, varade genom större delen av 1990-talet. Genom åren har flera olika medlemskonstellationer fått representera bandet, med Corgan, Iha, Chamberlin och gitarristen Jeff Schroeder som nuvarande medlemmar sedan 2018.
Till skillnad från de punkinfluenser som kännetecknade flera av de samtida alt-rockgrupperna, har Smashing Pumpkins ett mer varierat, tätt lagrat och gitarrtungt sound med spår av gothic rock, heavy metal, drömpop, psykedelisk rock, progressiv rock, shoegazing samt electronica på senare inspelningar. Frontfiguren Corgan är gruppens primära låtskrivare—hans stora musikaliska ambitioner och karaktäristiska texter har format bandets album och låtar, vilka har beskrivits som "plågade, blåslagna rapporter från Billy Corgans mardrömsland".
The Smashing Pumpkins uppnådde mainstreampopularitet med sitt andra album, Siamese Dream (1993). Gruppen byggde upp en publik genom omfattande turnéer och med deras uppföljare, dubbelalbumet Mellon Collie and the Infinite Sadness (1995), som debuterade på första plats på albumlistan Billboard 200. Med 20 miljoner sålda album bara i USA blev The Smashing Pumpkins ett av 1990-talets mest framgångsrika och kritikerrosade band. Konflikter mellan medlemmarna, drogmissbruk och minskandet av skivförsäljningar ledde dock till en upplösning år 2000.
Under 2006 återupptogs bandet av Billy Corgan och Jimmy Chamberlin, och ett nytt album, Zeitgeist, gavs ut 2007. De turnerade med en roterande uppsättning musiker genom 2007–08, där Jeff Schroeder utvaldes till ny medlem innan Chamberlin lämnade bandet tidigt 2009. Senare det året påbörjade Corgan ett nytt inspelningsprojekt, Teargarden by Kaleidyscope, som med en roterande banduppsättning har resulterat i albumen Oceania (2012) och Monuments to an Elegy (2014).

## Historia

### De tidiga åren (1988–1991)
|              |           |                |                  |
| Billy Corgan | James Iha | D'arcy Wretzky | Jimmy Chamberlin |

1988 lämnade sångaren och gitarristen Billy Corgan Saint Petersburg-bandet The Marked för att flytta tillbaka till sin hemstad Chicago där han började arbeta hos en skivaffär. Medan han arbetade där träffade han gitarristen James Iha och med hjälp av en trummaskin började de tillsammans skriva The Cure- och New Order-influerade låtar. Duon uppträdde live första gången den 9 juli 1988 vid Polish Bar Chicago 21. Senare samma år mötte Corgan basisten D'arcy Wretzky efter en Dan Reed Network-konsert. När Corgan fick veta att Wretzky spelade bas förklarade han att de var i behov av en basist vilket hon var belägen att ställa upp på. Efter en spelning på Avalon Nightclub gick Metro Chicagos ägare Joe Shanahan med på att boka bandet under villkoret att de skulle göra sig av med trummaskinen och istället rekrytera en riktig trummis.
Jazztrummisen Jimmy Chamberlin hade rekommenderats av en vän till Corgan. Chamberlin visste inte mycket om alternativ musik och förändrade det nybildade bandets sound markant. Som Corgan minns från den tiden, "Vi var helt insnöade på depprock i stil med The Cure. Det tog omkring två eller tre övningar innan jag insåg att energin i hans spelande var någonting som gjorde att vi kunde rocka hårdare än vad vi någonsin kunnat föreställa oss". Den 5 oktober 1988 spelade det fullbordade bandet för första gången på scen vid Cabaret Metro.
Under det kommande året medverkade The Smashing Pumpkins för första gången på skiva i samband med samlingsskivan Light Into Dark, med låtar av alternativa Chicagoband. Gruppen gav ut sin första singel, "I Am One", 1990 på det lokala skivmärket Limited Potential. Singeln sålde slut och de släppte uppföljaren, "Tristessa", genom Sub Pop varefter de skrev kontrakt med Caroline Records. Bandet spelade in sitt debutalbum Gish (1991) med producenten Butch Vig vid hans inspelningsstudio Smart Studios i Madison, Wisconsin för 20 000 amerikanska dollar. Corgan var mycket belägen om att uppnå rätt konsistens i musiken och spelade därför ofta samtliga instrument utom trummorna, vilket skapade obalans inom bandet. Musiken kombinerade heavy metal-gitarrer, psykedelia och drömpop som har jämförts med Jane's Addiction. Albumet Gish blev en någorlunda succé och singeln "Rhinoceros" fick spelningar på modern rockradio. Efter utgivningen av EP:n Lull på Caroline Records i oktober 1991 flyttade gruppen över till det sammanslutna skivbolaget Virgin Records. Turnén som följde albumet innebar bland annat att inleda konserter för band som Red Hot Chili Peppers, Jane's Addiction och Guns N' Roses. Under turnén avslutade Iha och Wretzky ett stökigt förhållande, Chamberlin blev beroende av narkotika och alkohol och Corgan hade gått in i en djup depression då han skrev låtar för nästa album i garaget där han för tillfället bodde.

### Internationellt genombrott (1992–1994)
När den alternativa rocken fick sitt genombrott i samband med populära grungeband som Nirvana och Pearl Jam var även The Smashing Pumpkins beredda på att slå igenom. Vid den här tiden blev The Smashing Pumpkins ofta förknippade med grungerörelsen, varvid Corgan protesterade, "Vi har nu avtrappats från att [bli kallade] 'nästa Jane's Addiction' till 'nästa Nirvana', nu är vi 'nästa Pearl Jam'".
I slutet av 1992 flyttade bandet till Marietta, Georgia för att påbörja arbetet med sitt andra album, återigen med Butch Vig som producent. Att man valde en inspelningsplats så pass långt ifrån deras hemstad berodde dels på att bandet ville undvika vänner och distraktioner men mest som ett desperat försök att bryta Chamberlins drogförbindelser. Inspelningsprocessen för Siamese Dream kantades av oenigheter inom bandet och liksom på albumet Gish bestämde Corgan och Vig att Corgan skulle spela merparten av alla gitarr- och basdelar på skivan, något som skapade dålig stämning. Den samtida musikpressen började avbilda Corgan som en tyrann. Under tiden hade Corgans depression djupnat till en nivå där han övervägde självmord, vilket han kompenserade genom att praktiskt taget bo i studion. Samtidigt hade Chamberlin lyckats hitta nya sätt att få tag på droger och var ofta frånvarande utan någon kontakt i flera dagar åt gången. Det tog sammanlagt över fyra månader att slutföra skivan, med en budget som översteg 250 000 amerikanska dollar.
Trots alla interna problem under inspelningarna debuterade Siamese Dream som 10:a på Billboard 200-listan och sålde i över fyra miljoner exemplar bara i USA. Samtidigt som populariteten ökade förvärrades gruppens rykte som karriärister inom den oberoende musikscenen. I låten "Range Life" (1994) av indierockbandet Pavement blir bandet direkt hånade i låttexten, även om Pavement-sångaren Stephen Malkmus har sagt, "Jag kritiserade aldrig deras musik. Jag kritiserade bara deras status". Hüsker Düs tidigare frontfigur Bob Mould kallade dem "grungens The Monkees" och Chicagomusikern/producenten Steve Albini skrev ett svidande brev som svar på en artikel som hyllade bandet, i vilket han på ett hånfullt sätt jämförde dem med REO Speedwagon ("av, ur och för mainstream") och avslutade med att uppmärksamma om deras ultimata obetydlighet. Inledningsspåret och den första singeln från Siamese Dream, "Cherub Rock", syftar direkt till Corgans fejd med "indie-världen".
1994 släpptes Pisces Iscariot, ett samlingsalbum med b-sidor och andra sällsynta låtar vilket uppnådde högre listframgångar än Siamese Dream med en fjärdeplacering på Billboard 200. Man gav också ut ett VHS-band, Vieuphoria, som innehöll filmade liveframträdanden och klipp från bakom kulisserna. Efter en lång och intensiv turné för de båda albumen, där bandet bland annat var en av huvudakterna vid Lollapalooza 1994 och Readingfestivalen 1995, tog bandet tid för att skriva nästkommande album.

### Mellon Collie and the Infinite Sadness(1995–1997)

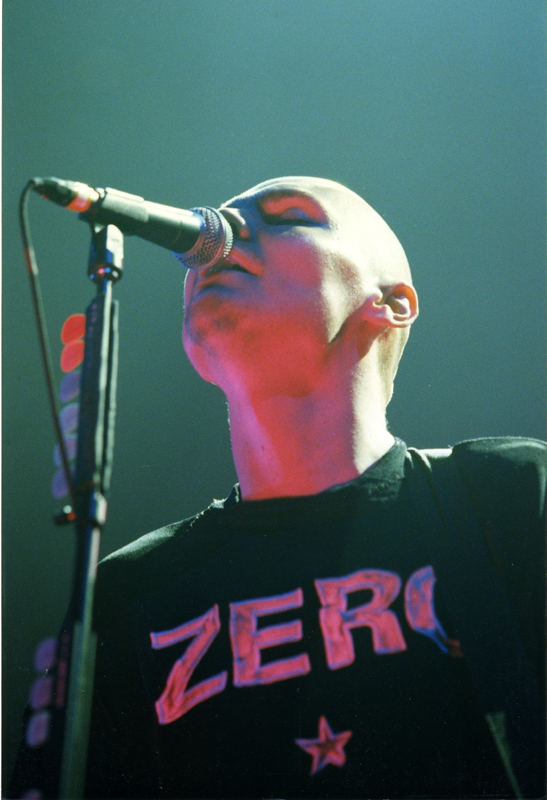
En skallig Billy Corgan på scen under Mellon Collie-turnén, iklädd sin karaktäristiska "Zero"-tröja.

Corgan arbetade nonstop under det kommande året och skrev runt 56 låtar till det nästa albumet. Kreativt motiverade återvände The Smashing Pumpkins till studion tillsammans med de nya producenterna Flood och Alan Moulder för att påbörja arbetet med vad Corgan beskrev som "The Wall för Generation X", en jämförelse med Pink Floyds dubbelsidiga konceptalbum.
Resultatet blev Mellon Collie and the Infinite Sadness, ett dubbelalbum på 28 låtar med en speltid på över två timmar (vinylversionen hade tre skivor, två extra låtar och en annorlunda låtlista). Låtarna på albumet var menade att hänga ihop konceptuellt som en symbol för kretsloppet för liv och död. Mellon Collie hyllades av tidskriften Time som "gruppens mest ambitiösa och fulländade verk hittills" och debuterade som etta på Billboard 200 i oktober 1995. Med nio platinaskivor i USA överträffade man framgångarna med Siamese Dream, och Mellon Collie blev årtiondets bästsäljande dubbelalbum. Albumet fick även sju nomineringar vid 1997 års Grammy Awards, bland annat i kategorin Album of the Year. Det enda pris man vann var dock Best Hard Rock Performance med albumets ledsingel "Bullet with Butterfly Wings". Från albumet släpptes totalt fem singlar—"Bullet with Butterfly Wings", "1979", "Zero", "Tonight, Tonight" och "Thirty-Three"—varav de tre första sålde guld och alla utom "Zero" gick in på Top 40. Flera av låtarna som inte fick plats på Mellon Collie släpptes som b-sidor på singlarna och har senare getts ut på samlingsboxen The Aeroplane Flies High (1996). Som ett testamente för bandets popularitet ville Virgin Records från början begränsa samlingsboxen till 200 000 exemplar, men när dessa sålde slut valde man att producerade fler i och med den stora efterfrågan.
Under 1996 begav sig The Smashing Pumpkins ut på en lång världsturné för att främja Mellon Collie. Corgans nya image—ett rakat huvud, en långärmad svart tröja med ordet "Zero" tryckt på den samt silverfärgade byxor—blev karaktäristiskt. Samma år gjorde bandet även ett gästframträdande i ett avsnitt av Simpsons, "Homerpalooza". Gruppens musikvideor spelades flitigt på MTV, man vann flera stora priser och "Zero"-tröjor såldes i många köpcentrum. The Smashing Pumpkins var ett av de populäraste banden vid den här perioden. Året var dock inte helt positivt på alla håll. Under en konsert vid Point Theatre i Dublin den 11 maj blev den 17-åriga Bernadette O'Brien krossad till döds, detta trots bandets upprepade försök att få den vilda publiken under kontroll. Konserten slutade tidigt och nästa kvälls framträdande i Belfast ställdes in som ett tecken på respekt för henne.
En tragisk händelse för bandet inträffade natten till 11 juli 1996 då Chamberlin och turnékeyboardisten Jonathan Melvoin tog en heroinöverdos på ett hotellrum i New York. Melvoin avled och Chamberlin arresterades för droginnehav, vilket fick till följd att han sparkades från bandet några dagar därefter. Gruppen valde ändå att slutföra sin turné och anlitade trummisen Matt Walker samt keyboardisten Dennis Flemion. Corgan har senare sagt att beslutet att fortsätta turnén var ett av deras största misstag någonsin då det försämrade både deras musik och deras rykte. Dessutom hade han nämnt i intervjuer ända sedan utgivningen av Mellon Collie att detta skulle bli gruppens sista riktiga album och att rockmusiken hade börjat tappa stilen. I slutet av 1996 sa James Iha, "Framtiden ligger i elektronisk musik. Det är uppriktigt sagt tråkigt att bara spela rock".

### Nya influenser och splittring (1998–2000)
Efter utgivningen av Mellon Collie bidrog The Smashing Pumpkins med flera låtar till diverse samlingar. Låten "Eye" som släpptes tidigt 1997 byggde nästan helt på elektroniska instrument och markerade en drastisk stiländring. Corgan förklarade att hans "tanke [var] att ändra fokus och komma bort från den klassiska uppsättningen gitarr-bas-trummor". Senare samma år skrev bandet låten "The End Is the Beginning Is the End" till soundtracket för filmen Batman & Robin. Med Matt Walker på trummor fick låten ett tungt sound likt det hos "Bullet with Butterfly Wings" men som samtidigt hade starka elektroniska influenser. Låten vann senare priset för Best Hard Rock Performance vid 1998 års Grammy Awards. Även om låten enligt Corgan representerade soundet för vad man kunde vänta sig från bandet i fortsättningen fanns det ändå ett par gitarrdrivna låtar på det nästa albumet.

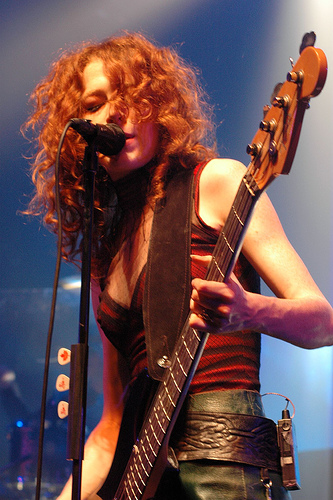
Melissa Auf der Maur var kortvarig ersättare för Wretzky från 1999 fram till upplösningen 2000.

Albumet Adore släpptes i juni 1998. Med neddämpade gitarrer och tydliga spår av electronica avvek det mycket riktigt från The Smashing Pumpkins tidigare material. Under inspelningen avled Corgans mor vilket även bidrog till en mörkare prägel. På albumet återfinns ledsingeln "Ava Adore" och den över åtta minuter långa "For Martha", tillägnad Corgans mor. Även om Adore möttes av positiv kritik och nominerades till Best Alternative Performance vid Grammy Awards hade albumet vid slutet av året endast sålt omkring 830 000 exemplar i USA, vilket ledde till att musikindustrin betraktade det som en flopp. Albumet sålde emellertid tre gånger så mycket utomlands. Turnén som följde omfattade 17 konserter i Nordamerika där alla intäkter från biljettförsäljningen gick till välgörenhet. Kostnaderna för turnén finansierades helt av bandets egna pengar. Sammanlagt donerades över 2,8 miljoner amerikanska dollar.
1999 överraskade man fansen genom att återförenas med en rehabiliterad Jimmy Chamberlin på en kortare turné kallad "The Arising" på vilken man framförde både nytt och klassiskt material. Uppsättningen var dock kortlivad i och med D'arzy Wretzkys avgång i september under arbetet med albumet Machina/The Machines of God. Den tidigare Hole-basisten Melissa Auf der Maur rekryterades för turnén "Sacred and Profane" som stödde albumet och medverkade i videorna för skivans singlar. Machina, som släpptes i början av 2000, marknadsfördes som The Smashing Pumpkins återgång till ett mer traditionellt rocksound. Albumet debuterade som trea på Billboard 200 men försvann nästan lika snabbt därifrån och fram till 2007 har det endast sålt guld. Musikjournalisten Jim DeRogatis beskrev albumet som "ett av de starkaste i deras karriär" och såg den begränsade försäljningen av Machina i jämförelse med den då dominerande tonårspopen som "ett konkret bevis på hur den nya vågen unga popfans vänder ett dövt öra till alternativ rock".
Under en radiointervju med KROQ-FM (Los Angeles) den 23 maj 2000 meddelade Billy Corgan att bandet efter ännu ett år av turnerande och inspelningar framför sig skulle splittras. Gruppens sista album före upplösningen, Machina II/The Friends & Enemies of Modern Music, gavs ut gratis på Internet i september 2000. Bandet ville från början att Machina II skulle finnas med som en digital bilaga till de som köpte Machina. Virgin Records avfärdade dock bandets begäran och man gav således ut albumet på egen hand genom Corgans Constantinople Records.
Den 2 december 2000 höll The Smashing Pumpkins en avskedskonsert vid The Metro, samma klubb i Chicago där karriären hade startat för 12 år sedan. På den 4,5 timmar långa showen hann man med att spela 35 låtar och publiken tilldelades en skiva med bandets första konsert vid The Metro, Live at Cabaret Metro 10-5-88. Singeln "Untitled" släpptes kommersiellt i samband med avskedskonserten.

### Under uppehållet (2001–2004)

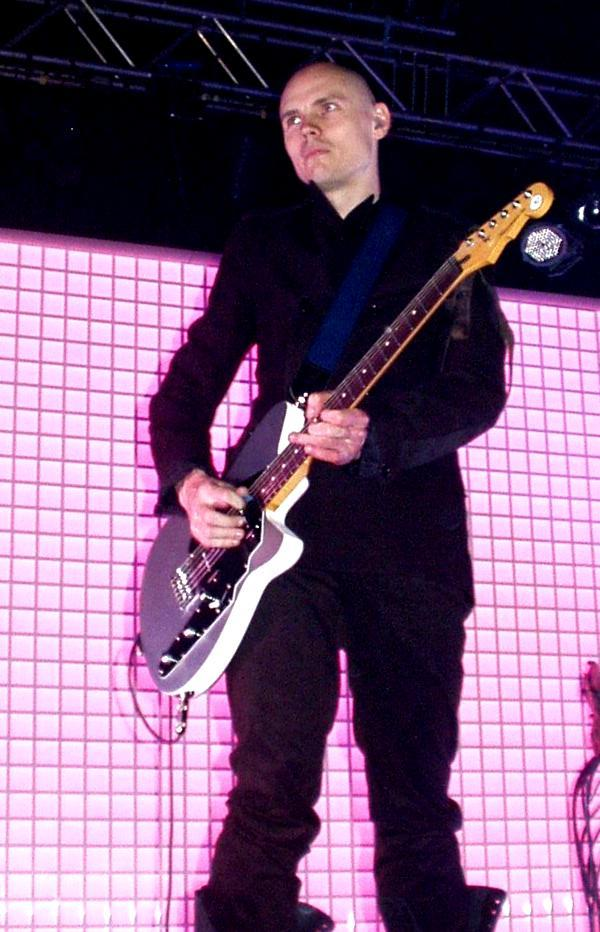
Under uppehållet gav Billy Corgan ut soloalbumet TheFutureEmbrace.

2001 släpptes samlingsalbumet Rotten Apples, bandets första riktiga greatest hits-samling, tillsammans med bonusskivan Judas O bestående av mer sällsynta låtar. Samtidigt gav man också ut dvd:n Greatest Hits Video Collection med gruppens samtliga musikvideor och diverse extramaterial. Videoalbumet Vieuphoria återlanserades på dvd 2002 ihop med soundtracket Earphoria.
Billy Corgan och Jimmy Chamberlin fortsatte som medlemmar i Corgans nästa projekt, den kortlivade supergruppen Zwan. Deras enda album, Mary Star of the Sea, släpptes 2003. Efter att ha ställt in ett par festivalframträdanden kom Corgan med beskedet om gruppens upphörande senare samma år. Under 2001 var Corgan även på turné med New Order och var med och sjöng på deras comebackalbum Get Ready. I oktober 2004 gav Corgan ut sin första bok, diktsamlingen Blinking with Fists. I juni 2005 släppte han soloalbumet TheFutureEmbrace som han beskrev som att "återuppta tråden med det hittills oavslutade arbetet med Smashing Pumpkins". Trots det möttes det av blandad kritik och blygsamma försäljningar. Endast en singel, "Walking Shade", släpptes i stöd av albumet.
Utöver rollen som trummis i Zwan bildade Chamberlin också projektet Jimmy Chamberlin Complex som spelade en blandning av alternativ rock och jazzfusion. Gruppen släppte ett album 2005, Life Begins Again, där Corgan gästsjöng på låten "Lokicat". James Iha var gitarrist i A Perfect Circle under deras klubbturné Thirteenth Step och på albumet eMOTIVe från 2004. Han har även varit involverad i andra band såsom Chino Morenos Team Sleep och Vanessa and the O's samt fortsatt drivit sitt skivbolag Scratchie Records. D'arcy Wretzky har, bortsett från en radiointervju 2009, inte gjort några offentliga uttalanden eller framträdanden sedan hon lämnade bandet 1999. Den 25 januari 2000 blev hon arresterad för att påståtts ha köpt tre påsar crack-kokain men fallet lades ner efter att hon slutförde ett drogutbildningsprogram som domstolen anordnade.
Corgan insisterade under den här perioden att bandet inte skulle återförenas, även om han efter upplösningen av Zwan meddelade, "Jag tror mitt hjärta var i Smashing Pumpkins [...] Jag tycker det var naivt av mig att tro att jag kunde hitta någonting lika betydelsefullt för mig". Corgan sa 2005, "Jag ville aldrig lämna The Smashing Pumpkins. Det var aldrig planen". Den 17 februari 2004 skrev han ett inlägg på sin privata blogg där han kallade Wretzky en "ond narkoman" och anklagade Iha för upplösningen av The Smashing Pumpkins. Den 3 juni 2004 tillade han "djupet av min smärta [från Iha] lever bara upp till djupet av min tacksamhet". Iha besvarade Corgans påståenden under 2005, "Nej, jag splittrade inte bandet. Den ende personen som skulle kunna göra det är Billy".

### Gruppen återförenas (2005–2008)

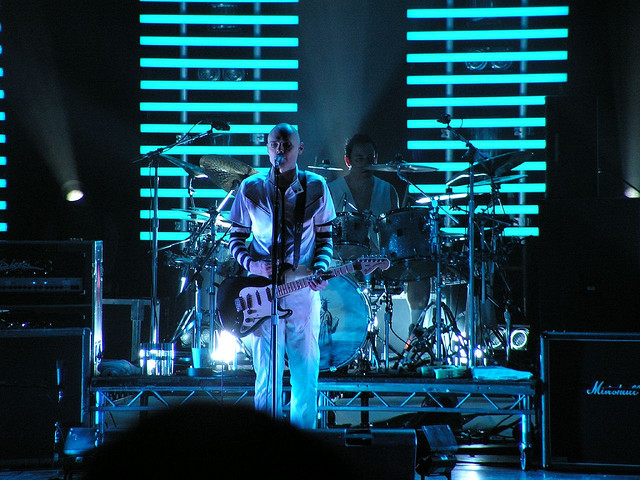
Ett återförenat The Smashing Pumpkins på scen 2007.

Den 21 juni 2005, dagen då hans soloalbum TheFutureEmbrace släpptes, använde Corgan upp en helsida i Chicago Tribune och Chicago Sun-Times annonssidor för att tillkännagiva sina plan om att återförena bandet. "Under ett års tid", skriver Corgan, "har jag gått omkring med en hemlighet, en hemlighet jag valde att behålla. Men nu vill jag låta er bli bland de första att få veta att jag har gjort upp planer på att förnya och återuppliva the Smashing Pumpkins. Jag vill ha tillbaka mitt band, och mina låtar, och mina drömmar". Corgan och Chamberlin hade bekräftats som deltagare i återföreningen men det rådde oklarheter kring huruvida övriga tidigare medlemmar skulle deltaga.
I april 2007 bekräftade Iha och Auf der Maur att de inte skulle vara med i återföreningen. Chamberlin ska senare ha sagt att Iha och Wretzky "inte ville vara del av" återföreningen. The Smashing Pumpkins höll sin första konsert sedan 2000 den 22 maj 2007 i Paris. Där presenterade bandet de nya livemedlemmarna Jeff Schroeder (gitarr), Ginger Reyes (bas) och Lisa Harriton (keyboard). Samma månad släpptes låten "Tarantula" som den första singeln från gruppens kommande album. Den 7 juli spelade bandet vid Live Earth i New Jersey.
Bandets nya album, Zeitgeist, gavs ut samma månad på Reprise Records och gick in som tvåa på Billboard-listan med 145 000 sålda exemplar under första veckan. Zeitgeist möttes av blandade recensioner där stor del av kritiken pekade på frånvaron av halva originaluppsättningen. Albumet separerade Smashing Pumpkins fanbase. Corgan har senare erkänt, "Jag vet att många av våra fans är förbryllade över Zeitgeist. Jag tror de ville ha det här massiva, storslagna verket men man rullar inte bara ur sängen efter sju år utan ett fungerande band och går tillbaka för att göra det.".
Corgan och Chamberlin fortsatte att skriva musik ihop som en duo och släppte den fyrspåriga EP:n American Gothic i januari 2008 samt singlarna "Superchrist" och "G.L.O.W." senare under året. I november samma år lanserade gruppen DVD-filmen If All Goes Wrong som omfattade deras 2007 års konsertvistelse i Asheville och San Francisco. I slutet av 2008 begav sig bandet ut på en kontroversiell 20-årsjubileumsturné. Vid den tiden sa Corgan att bandet inte skulle göra några fler fullängdsalbum för att enbart kunna fokusera på singlar, "Lyssningsmönstret har förändrats, så varför dödar vi oss själva att göra album, att skapa balans och göra den artistiska låten som blir singel? Det är gjort.".

### Teargarden by KaleidyscopeochOceania(2009–2013)

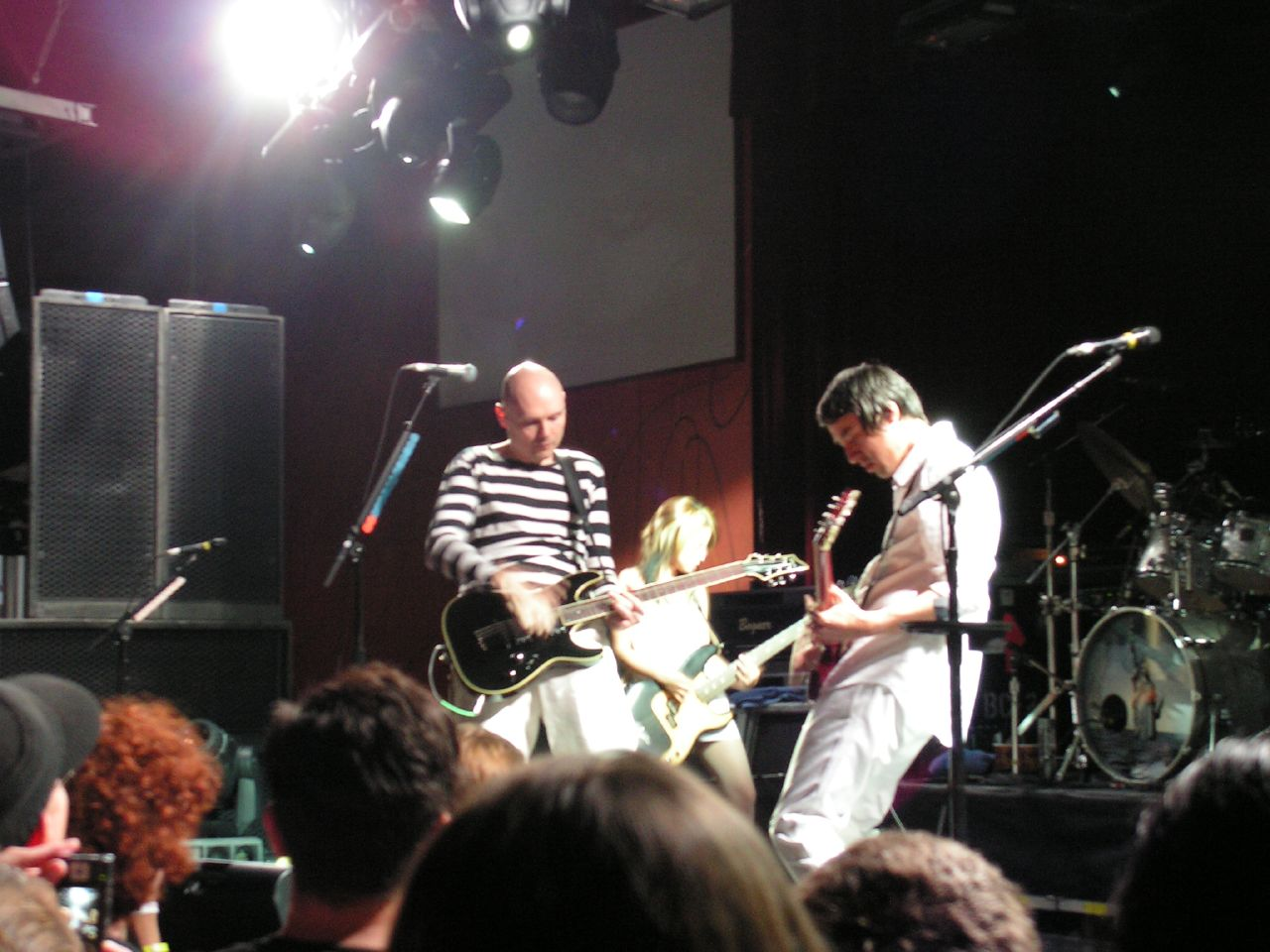
Billy Corgan och Jeff Schroeder under en konsert.

I mars 2009 meddelade Corgan på bandets webbplats att Chamberlin hade lämnat gruppen och skulle ersättas. Chamberlin har senare sagt att hans avgång var "ett positivt steg framåt för mig. Jag behöver inte längre ägna all min energi åt något som jag inte helt äger.". Han betonade vänskapen emellan, "Jag är glad över att [Corgan] har valt att fortsätta under namnet. Det är hans rätt.". Corgan uppgav senare att han hade sparkat Chamberlin. Inom kort bildade Chamberlin bandet Skysaw, som har gett ut ett album och uppträtt som förband åt Minus the Bear.
I juli 2009 startade Billy Corgan bandet Spirits in the Sky, ursprungligen som ett hyllningsband till Sky Saxon från The Seeds, som nyligen hade gått bort. Följande månad bekräftade Corgan via The Smashing Pumpkins webbplats att 19-åriga Spirits in the Sky-trummisen Mike Byrne hade ersatt Chamberlin och att paret jobbade på nytt material.
Kort därefter tillkännagav gruppen planer kring att ge ut ett 44-spårigt konceptalbum, Teargarden by Kaleidyscope, gratis över Internet en låt i taget. Den första låten, "A Song for a Son", släpptes i december 2009 och möttes av måttlig presskritik. Stilen har beskrivits som en tillbakagång till The Smashing Pumpkins psykedeliska rötter. I mars 2010 lämnade Ginger Reyes bandet officiellt och man föranledde en öppen inbjudan till audition för en ny basist. I maj meddelade Nicole Fiorentino att hon hade tagit över rollen som basist och skulle börja medverka på Teargarden by Kaleidyscope. Den nya banduppsättningen åkte ut på en världsturné genom slutet av 2010. En av de första showerna med den nya uppsättningen var en konsert för att stödja Matthew Leone, basist i rockbandet Madina Lake, vid Metro den 27 juli 2010. I slutet av 2010 bidrog samtliga fyra medlemmar till sessionen för den tredje volymen av Teargarden.
Den 26 april 2011 tillkännagav Corgan att The Smashing Pumpkins skulle ge ut ett nytt album till hösten, betitlat Oceania, vilket han beskrev som "ett album inuti ett album" med avseende på Teargarden by Kaleidyscope-projektet. Vidare nämnde han också att hela The Smashing Pumpkins diskografi skulle återlanseras av EMI i remastrad version, med start i november 2011 för Gish och Siamese Dream. Bandet genomförde en turné i USA i oktober 2011 som omfattade 30 städer, följt av en europeisk turné i november och december. Därefter släpptes så småningom Oceania den 19 juni 2012. Det debuterade som fyra på Billboard 200. En amerikansk turné följde under hösten 2012, där gruppen framförde albumet i sin helhet. I september 2012 meddelade Corgan att de redan hade börjat skriva material till deras nästa album.

### Monuments to an Elegy(2014 och framåt)
Den 25 mars 2014 meddelade Corgan att han hade skrivit på ett nytt avtal med BMG för två nya album; Monuments to an Elegy och Day for Night. I juni avslöjades det att Mike Byrne hade lämnat bandet och att Fiorentino inte heller hade varit med och spelat in material till Monuments to an Elegy. Mötley Crüe-trummisen Tommy Lee valdes som inhoppare på det nya albumet, som släpptes den 5 december 2014. Innan skivsläppet inleddes en turné för albumet den 26 november, under vilken Brad Wilk från Rage Against the Machine spelade trummor och Mark Stoermer från The Killers spelade bas. Uppföljaralbumet Day for Night kom aldrig att släppas.
Sommaren 2015, med start den 7 juli i Concord, Kalifornien, genomförde The Smashing Pumpkins en nordamerikansk turné tillsammans med Marilyn Manson, kallad The End Times Tour. Som trummis valde Corgan att rekrytera Chamberlin då en överenskommelse med en annan trummis uteblev. Turnén avslutades den 9 augusti i Nashville, Tennessee.
I april 2024 meddelade bandet att gitarristen Kiki Wong har blivit bandets nya medlem. Detta är första gången i Smashing Pumpkins historia som bandet officiellt bestått av mer än fyra medlemmar.

## Musik

### Texter

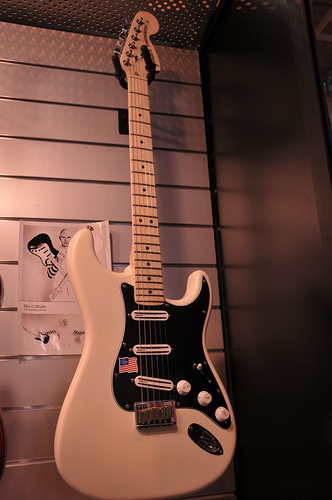
Corgans signaturmodell av elgitarren Fender Stratocaster introducerades 2009.

Bandets riktning styrs i första hand av dess frontfigur och primära låtskrivare Billy Corgan. Journalisten Greg Kot har skrivit att "Musiken [av The Smashing Pumpkins] skulle inte vara det den är utan hans ambition och vision, och hans kända spruckna relation till hans familj, vänner och bandkamrater". Basisten Melissa Auf der Maur kommenterade i samband med nyheten om gruppens återförening, "Alla vet att Billy inte behöver alltför många för att göra en Pumpkins-skiva, mer än Jimmy (Chamberlin)—som han har ombord". En stor del av Corgans texter för The Smashing Pumpkins är känslofyllda uttryck fulla av personliga funderingar och starka anklagelser mot sig själv och närstående. Musikkritiker tyckte ofta inte om Corgans ångestfyllda texter. Jim DeRogatis skrev 1993 i Chicago Sun-Times att Corgans texter "alltför ofta låter som naiv poesi", men såg texterna på de senare albumen Adore och Machina som en förbättring. Corgan svarade på DeRogatis kritik med "fuck the Sun-Times", vid bandets 1993 års spelning på Metro Chicago.

### Produktionsteknik och musikaliska influenser
The Smashing Pumpkins distinkta sound fram till Adore innefattade användandet av ett stort antal lager av gitarrspår i en låt under inspelningsprocessen, en metod som Flood, medproducent av Mellon Collie and the Infinite Sadness, kallade för "Pumpkins påläggsarmé av gitarr". Det fanns ett par dubbelinspelade delar på Gish men det var inte förrän på Siamese Dream som Corgan verkligen började utforska möjligheterna med pålägg; han har sagt att låten "Soma" innehåller närmare 40 gitarrspår. Fastän Corgan visste att flera av låtarna skulle bli svåra eller rentav omöjliga att återge vid liveframträdanden (en del låtar hade faktiskt förändrats markant till detta ändamål) menade han att "När du står inför att göra en permanent inspelad framställning av en låt, varför inte förse den med den pampigaste möjliga visionen?". Detta användande av multilagrade ljud hade inspirerats av Corgans förkärlek till 1970-talets arenarockband Queen, Boston och Electric Light Orchestra såväl som shoegazing, en brittisk musikstil inom alternativ rock under sent 1980-tal och tidigt 1990-tal som kretsade kring virvlande lager av gitarreffekter. Mellon Collies medproducent Alan Moulder hade ursprungligen anlitats för att mixa Siamese Dream för att Corgan gillade hans produktionsarbete med shoegazingband som My Bloody Valentine, Ride och Slowdive.
Liksom flera samtida alternativa band nyttjade The Smashing Pumpkins skiftningar i sångdynamik, från tyst till högt och vice versa. Hüsker Düs andra album Zen Arcade demonstrerade för bandet hur de kunde lägga mjukt mot aggressivt, och denna typ av sångdynamik har sedermera blivit en central drivkraft för Corgans stora musikaliska ambitioner. Corgan har berättat att han gillade idén om att skapa sitt eget alternativa universum genom ljud som säger till lyssnaren, "Välkommen till Pumpkin Land, det är så här det låter på Planet Pumpkin". Denna betoning på atmosfär användes fram till Adore (beskriven som "dunkel nattmusik" när det marknadsfördes) och de båda albumen Machina (konceptskivor som berättar om ett fiktivt rockband).
| En del andra artister, som Nelly Furtado (vänster) och Gerard Way (höger), har influerats av The Smashing Pumpkins musik. |  | En del andra artister, som Nelly Furtado (vänster) och Gerard Way (höger), har influerats av The Smashing Pumpkins musik. |
| En del andra artister, som Nelly Furtado (vänster) och Gerard Way (höger), har influerats av The Smashing Pumpkins musik. |  | |

The Smashing Pumpkins hämtade inspiration från en mängd andra genrer, som till en del uppfattades som omoderna under 1990-talet bland musikkritiker. Framförallt Corgan var öppen om sin uppskattning av heavy metal och nämnde Dimebag Darrell från Pantera som sin samtida favoritgitarrist. När en intervjuare kommenterade för Corgan och Iha att "Smashing Pumpkins är en av de grupper som legitimerat heavy metal på nytt" och att de "var bland de första alternativa rockarna att nämna personer som Ozzy och Black Sabbath i annat syfte än förakt" fortsatte Corgan med att berömma Black Sabbaths Master of Reality och Judas Priests Unleashed in the East. Låten "Zero", som påminde Iha om Judas Priest, är ett exempel på vad bandet beskrev som "cybermetal". Postpunk- och gothic rock-band som Joy Division/New Order, Bauhaus, The Cure och Depeche Mode var formande influenser för bandet, som framfört covers på sådana artister vid konserter och på skiva. På bandets tidiga inspelningar var även psykedelisk rock närvarande; "Vid den punkten gillade ingen riktigt högljudda gitarrer eller psykedelisk musik, så självklart var det just det vi skulle göra", har Corgan förklarat. Corgan medgav att ett ackord som han skämtsamt anspråkat som "Pumpkin-ackoret" (ett G#-oktavackord vid elfte bandet på en gitarr, där den låga E-strängen spelas över ackordet) och använt som grund i bland annat "Cherub Rock" och "Drown", i själva verket tidigare hade använts av Jimi Hendrix. Till andra tidiga influenser har Corgan nämnt Cream, The Stooges och Blue Cheer.

### Inflytande
Gällande The Smashing Pumpkins inflytande på andra grupper skrev Greg Kot 2001, "Medan Nirvana gett upphov till otaliga mini-Nirvanas förblir The Pumpkins en klass för sig". Dock har en del artister nämnt The Smashing Pumpkins som en influens, till exempel Nelly Furtado och medlemmar i My Chemical Romance. My Chemical Romances sångare Gerard Way har sagt att de bygger sin karriär på The Smashing Pumpkins, inklusive deras musikvideor. Medlemmarna i Chicagobandet Kill Hannah är vänner till Corgan, och sångaren Mat Devine har jämfört sin grupp med The Smashing Pumpkins.

## Musikvideor
The Smashing Pumpkins har hyllats för att vara "ansvariga för några av de mest slående och minnesvärda videoklippen" och för att ha "tagit sig an musikvideor från en fullkomligt artistisk ståndpunkt hellre än ren reklam för att sälja album". MTV:s 2001-årsjubileumspecial Testimony: 20 Years of Rock on MTV tillskrev The Smashing Pumpkins, tillsammans med Nine Inch Nails, med att ha bemött musikvideor som en konstform under 1990-talet. Corgan har kommenterat, "Vi var generellt emot idén av vad jag kallar den klassiska MTV-rockvideon, vilket är massvis av människor som hoppar omkring och grejer". Bandet har arbetat med videoregissörer som Kevin Kerslake ("Cherub Rock"), Samuel Bayer ("Bullet with Butterfly Wings"), och, vid flest tillfällen, teamet Jonathan Dayton och Valerie Faris ("Rocket", "1979", "Tonight, Tonight", "The End Is the Beginning Is the End" och "Perfect"). Corgan, som ofta var mycket delaktig i videornas koncept, har sagt om Dayton och Faris, "Jag vet att mina [ursprungliga] versioner alltid är mörkare, och de pratar mig alltid till något lite snällare och vänligare". Videor som "Today", "Rocket" och "1979" behandlade liknelser med den amerikanska medelklassen, om än något överdrivna. Att gruppens videor så ofta undvek den bokstavliga tolkningen av sångtexten ledde till att videon för "Thirty-Three", som tydligt betonade orden i låten, skapades som en avsiktlig stilistisk avvikelse.
Bandet var nominerade till flera priser vid MTV Video Music Awards under 1990-talet. 1996 vann gruppen sju VMA-priser totalt för "1979" och "Tonight, Tonight", däribland det mest prestigefyllda Video of the Year, för "Tonight, Tonight". Videon fick även en Grammy-nominering 1997. Fans reagerade med samma glöd. "Jag tror inte att vi någonsin fått människor att regera [så här]... det verkade bara som att den hittade en öm punkt", kommenterade Corgan.
Kort efter bandets upplösning år 2000 släpptes Greatest Hits Video Collection, med bandets samlade musikvideor från 1991 till 2000 och kommentarer från Corgan, Iha, Chamberlin och Wretzky samt regissörerna. Bandet har även släppt ett flertal musikvideor genom Youtube och andra onlineplattformar sedan återföreningen.

## Medlemmar

### Nuvarande medlemmar
- Billy Corgan – sång, gitarr, keyboard m.m. (1988–2000, 2006– )
- James Iha – gitarr, bakgrundssång (1988–2000, 2018– )
- Jimmy Chamberlin – trummor, slagverk (1988–1996, 1999–2000, 2006–2009, 2015– )
- Kiki Wong – gitarr (2024– )

### Tidigare medlemmar
- D'arcy Wretzky – basgitarr, bakgrundssång (1988–1999)
- Melissa Auf der Maur – basgitarr, bakgrundssång (1999–2000)
- Mike Byrne – trummor, slagverk (2009–2014)
- Nicole Fiorentino – basgitarr, bakgrundssång (2010–2014)
- Jeff Schroeder – gitarr, bakgrundssång (2007– 2024)

### Livemedlemmar under turnén förZeitgeist
- Lisa Harriton – keyboard (2007–2009)
- Ginger Reyes – basgitarr, bakgrundssång (2007–2010)

## Diskografi
Studioalbum
- 1991: Gish
- 1993: Siamese Dream
- 1995: Mellon Collie and the Infinite Sadness
- 1998: Adore
- 2000: Machina/The Machines of God
- 2000: Machina II/The Friends & Enemies of Modern Music
- 2007: Zeitgeist
- 2012: Oceania
- 2014: Monuments to an Elegy
- 2018: Shiny and Oh So Bright, Vol. 1 / LP: No Past. No Future. No Sun.
- 2020: Cyr
- 2023: Atum: A Rock Opera in Three Acts
- 2024: Aghori Mhori Mei

Se även
- Teargarden by Kaleidyscope: ett sedan 2009 pågående albumprojekt som ännu inte getts ut i sin helhet. Låtarna har delats in i EP-skivor och album, och har getts ut separat allteftersom de tillkommit. Oceania och Monuments to an Elegy har getts ut som fristående album.

## Priser och utmärkelser
| År   | Pris                   | Kategori                        | Mottagare                             | Ref.    |
| ---- | ---------------------- | ------------------------------- | ------------------------------------- | ------- |
| 1996 | MTV Video Music Awards | Best Alternative Video          | "1979"                                | [ 118 ] |
| 1996 | MTV Video Music Awards | Best Art Direction in a Video   | "Tonight, Tonight"                    | [ 118 ] |
| 1996 | MTV Video Music Awards | Best Cinematography in a Video  | "Tonight, Tonight"                    | [ 118 ] |
| 1996 | MTV Video Music Awards | Best Special Effects in a Video | "Tonight, Tonight"                    | [ 118 ] |
| 1996 | MTV Video Music Awards | Breakthrough Video              | "Tonight, Tonight"                    | [ 118 ] |
| 1996 | MTV Video Music Awards | Video of the Year               | "Tonight, Tonight"                    | [ 118 ] |
| 1997 | American Music Awards  | Favorite Alternative Artist     | The Smashing Pumpkins                 | [ 119 ] |
| 1997 | Grammy Awards          | Best Hard Rock Performance      | "Bullet With Butterfly Wings"         | [ 120 ] |
| 1998 | Grammy Awards          | Best Hard Rock Performance      | "The End Is the Beginning Is the End" | [ 120 ] |